# 22872 Williamweber
22872 Williamweber è un asteroide della fascia principale. Scoperto nel 1999, presenta un'orbita caratterizzata da un semiasse maggiore pari a 2,2467922 UA e da un'eccentricità di 0,1794188, inclinata di 5,65576° rispetto all'eclittica.